# Wang Guangmei

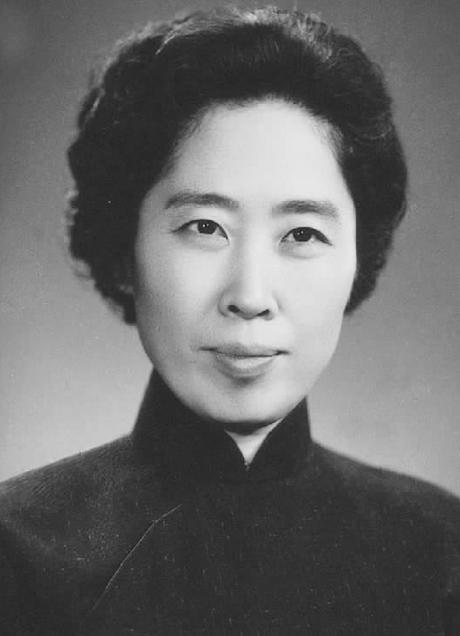
Wang Guangmei

Wáng Guāngměi (chinesisch 王光美; * 26. September 1921 in Peking; † 13. Oktober 2006 ebd.) war die Frau des chinesischen Präsidenten Liú Shàoqí und Mitglied des Ständigen Ausschusses des Nationalen Volkskongresses der Volksrepublik China.

## Biografie

### Herkunft, Ausbildung, Arbeit in der KPCh
Ihr Vater war in der Republik China Offizier. Wáng Guāngměi studierte Französisch, Russisch, Englisch und Physik an der Katholischen Fu-Jen-Universität (辅仁大学,  Fǔrén dàxué) in Peking. 1945 machte sie ihr Doktorat in Physik und begann, an der Furen-Universität zu lehren.
1946 begann Wáng Guāngměi, für die Kommunistische Partei Chinas zu arbeiten. Kurz darauf begab sie sich in das Hauptquartier der Kommunistischen Partei in Yán'ān und arbeitete nach dem Zweiten Weltkrieg u. a. als Dolmetscherin für George C. Marshall in den Verhandlungen zwischen Máo Zédōng und Chiang Kai-shek.
In Yán'ān lernte sie Liú Shàoqí kennen und heiratete ihn im August 1948. Zur selben Zeit wurde sie Mitglied der Kommunistischen Partei und begleitete Liú Anfang der 1960er Jahre auf Staatsbesuchen nach Afghanistan, Burma, Pakistan und Indonesien.

### Opfer in der Kulturrevolution
1966 war Wáng Guāngměi Teil einer Gruppe an der Tsinghua-Universität in Peking, welche die Leitung dieser Institution absetzte. Ende 1966/Anfang 1967 wurde sie im Zuge der Kulturrevolution in einer Kampf- und Kritiksitzung vor um Hunderttausend Roten Garden in Peking gedemütigt, beschimpft, beleidigt und Verbrechen bezichtigt. Sie wurde gezwungen, sich vor der Menge umzuziehen und trotz der Kälte ein „glänzendes Seidenkleid“ und hochhackige Schuhe anzuziehen.
In mehreren weiteren Verhören und Prozessen – in einem Flugblatt der Tsinghua-Universität aus dem Frühjahr 1967 ist von drei Prozessen die Rede – wurde sie gefoltert und beschuldigt, eine Konterrevolutionärin sowie eine Spionin für die USA zu sein, und schließlich eingesperrt. Ein vergleichbares Schicksal hatte ihr Ehemann Liú Shàoqí, der in der Gefangenschaft an den Folgen medizinischer Unterversorgung starb.
Im September 1978 berichteten Zeitungen in Hongkong, dass Wáng Guāngměi noch am Leben sei. Sie wurde am 12. Dezember 1978 aus dem Gefängnis entlassen und im März 1979 von ihren „Verbrechen“ freigesprochen, kurz nachdem Maos Witwe Jiāng Qīng gemeinsam mit den anderen Mitgliedern der Viererbande der Prozess gemacht worden war.

### Nach der Freilassung
Nach ihrer Freilassung leitete sie das Außenamt der Chinesischen Akademie der Sozialwissenschaften, wurde Mitglied des Ständigen Ausschusses des Nationalen Volkskongresses und widmete sich sozialen Fragen.
Wáng Guāngměi hatte vier Kinder. Ihr ältester Sohn Liú Yuán war Politkommissar an der Militärakademie in Peking; ihre Tochter Liú Píngpíng studierte in Boston und Harvard und ist Präsidentin der Beraterfirma Asia Link Group.
Wáng Guāngměi starb am 13. Oktober 2006 in Peking und wurde am 21. Oktober 2006 am Heldenfriedhof Bābǎoshān (八宝山) begraben.